# Bruno Albrecht
Johann Bruno Albrecht (* 28. Oktober 2001 in Cottbus) ist ein deutscher Basketballspieler.

## Laufbahn
Albrecht spielte bis zur Altersklasse der unter 14-Jährigen (U14) beim Basketballclub White Devils e.V. in Cottbus und in mehreren Auswahlmannschaften. Im Finale um die Brandenburgische Landesmeisterschaft gegen den Wood-Street-Giants e.V. aus Fürstenwalde erzielte er 95 Punkte und erreichte damit bundesweite Aufmerksamkeit.
2015 erhielt Albrecht ein Stipendium für das Sportgymnasium Chemnitz (Eliteschule des Sports) und wurde Spieler in der Jugend-Basketball-Bundesliga (U16) für die Niners Academy Chemnitz e.V. In der Nachwuchs-Basketball-Bundesliga (U19) und in der 2. Regionalliga Südost Nord der Niners Academy wurde er Leistungsträger und gehörte mit 15 Jahren unter Rodrigo Pastore zum Kader der Niners Chemnitz, die damals noch in der ProA spielten. Als Gastspieler nahm er 2019 für den FC Bayern München am EuroLeague-Jugendturnier Adidas Next Generation teil. Nach seinem Abitur wechselte der 17-Jährige 2020 zum Team Ehingen Urspring und lief dort sowohl in der Nachwuchs-Basketball-Bundesliga als auf in der ProA auf.
Nach einem Jahr in Ehingen schloss Albrecht für eine duale Basketballausbildung einen Zweijahresvertrag mit dem Bundesligisten Telekom Baskets Bonn und den Dragons Rhöndorf und zog mit seinem jüngeren Bruder Urs Albrecht ins Rheinland. Im Februar 2021 wurde er nach dem Spielabbruch in der 1. Regionalliga West, der wegen der COVID-19-Pandemie erfolgte, bis zum Saisonende 2020/21 an den ProB-Ligisten RheinStars Köln ausgeliehen und erhielt von der 2. Basketball Bundesliga die Auszeichnung „Youngster des Monats“ für Februar 2021.
Im August 2022 unterschrieb Albrecht einen Zweijahresvertrag bei den White Wings Hanau. Dort führte er die Mannschaft an die Spitze der 2. Basketball Bundesliga ProB Süd, mit 16 Siegen in Folge und einem überragenden Spiel mit 29 Punkten gegen die bis dahin ebenfalls ungeschlagenen EPG Baskets Koblenz. Am Ende der Saison wurde Albrecht auf dem Papier bester deutscher U22-Spieler in der 2. Basketball Bundesliga ProB mit 21,3 Punkten, 2,9 Rebounds und 2 Assists pro Spiel. Den Hanauern wurde die Lizenz entzogen, Albrecht wurde in der Sommerpause 2023 vom Bundesliga-Absteiger Skyliners Frankfurt verpflichtet. Ihm gelang 2024 mit Frankfurt als Zweiter der 2. Bundesliga ProA der Bundesliga-Aufstieg.

## Nationalmannschaft
2018 wurde Albrecht von DBB-Bundestrainer Patrick Femerling zum Lehrgang für die U18-Jungen-Nationalmannschaft eingeladen. 2019 wurde er in der Spielart „3-gegen-3“ in die deutsche U18-Nationalmannschaft berufen.